# 松下功夫
松下 功夫（まつした いさお、1947年〈昭和22年〉4月3日 - ）は、日本の経営者。静岡県榛原郡吉田町出身。ENEOSホールディングス相談役。

## 略歴
- 1947年（昭和22年）4月 静岡県榛原郡吉田町に生まれる。
- 1970年（昭和45年）
  - 3月 東京大学教育学部卒業
  - 4月 日本鉱業株式会社入社
- 1989年（平成元年）7月 石油事業本部石油業務部副部長
- 1992年（平成4年）12月 株式会社日鉱共石（1993年(平成5年)12月株式会社ジャパンエナジーに社名変更）石油業務本部需給部副部長
- 1994年（平成6年）4月 北京事務所長
- 1996年（平成8年）6月 石油海外部長
- 1998年（平成10年）6月 理事財務部長
- 2001年（平成13年）4月 執行役員経営企画部門長補佐
- 2002年（平成14年）9月 新日鉱ホールディングス株式会社取締役財務グループ担当
- 2003年（平成15年）6月 常務取締役
- 2004年（平成16年）4月 株式会社ジャパンエナジー常務執行役員需給部、物流部、原料部管掌
- 2004年（平成16年）6月 取締役常務執行役員
- 2005年（平成17年）4月 取締役専務執行役員営業企画部、特約店販売部、広域販売部、リテール販売部、LPガス部管掌
- 2006年（平成18年）6月 代表取締役社長（新日鉱ホールディングス株式会社取締役）
- 2010年（平成22年）
  - 4月 JXホールディングス株式会社取締役（非常勤）
  - 7月 JX日鉱日石エネルギー代表取締役 副社長執行役員
- 2012年（平成24年）6月 JXホールディングス株式会社代表取締役 社長執行役員
- 2015年（平成27年）6月 同相談役[1]
- 2016年（平成28年）
  - 6月 国際石油開発帝石株式会社取締役
  - 同月 株式会社マツモトキヨシホールディングス取締役
- 2017年（平成29年）
  - 4月 JXTGホールディングス株式会社相談役
  - 6月 三井住友トラスト・ホールディングス株式会社取締役